# Хлебные зерновые культуры

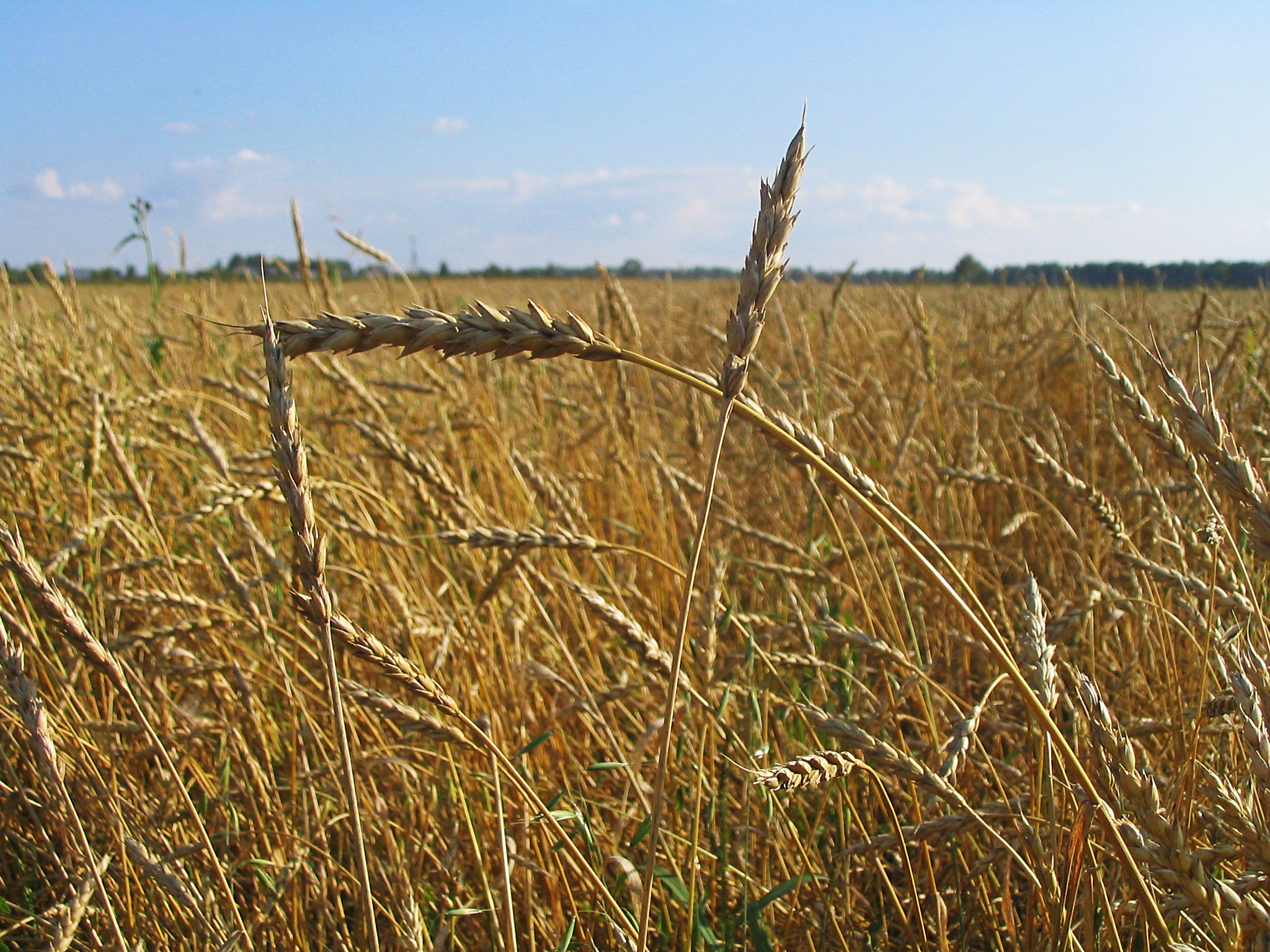
Колоски пшеницы

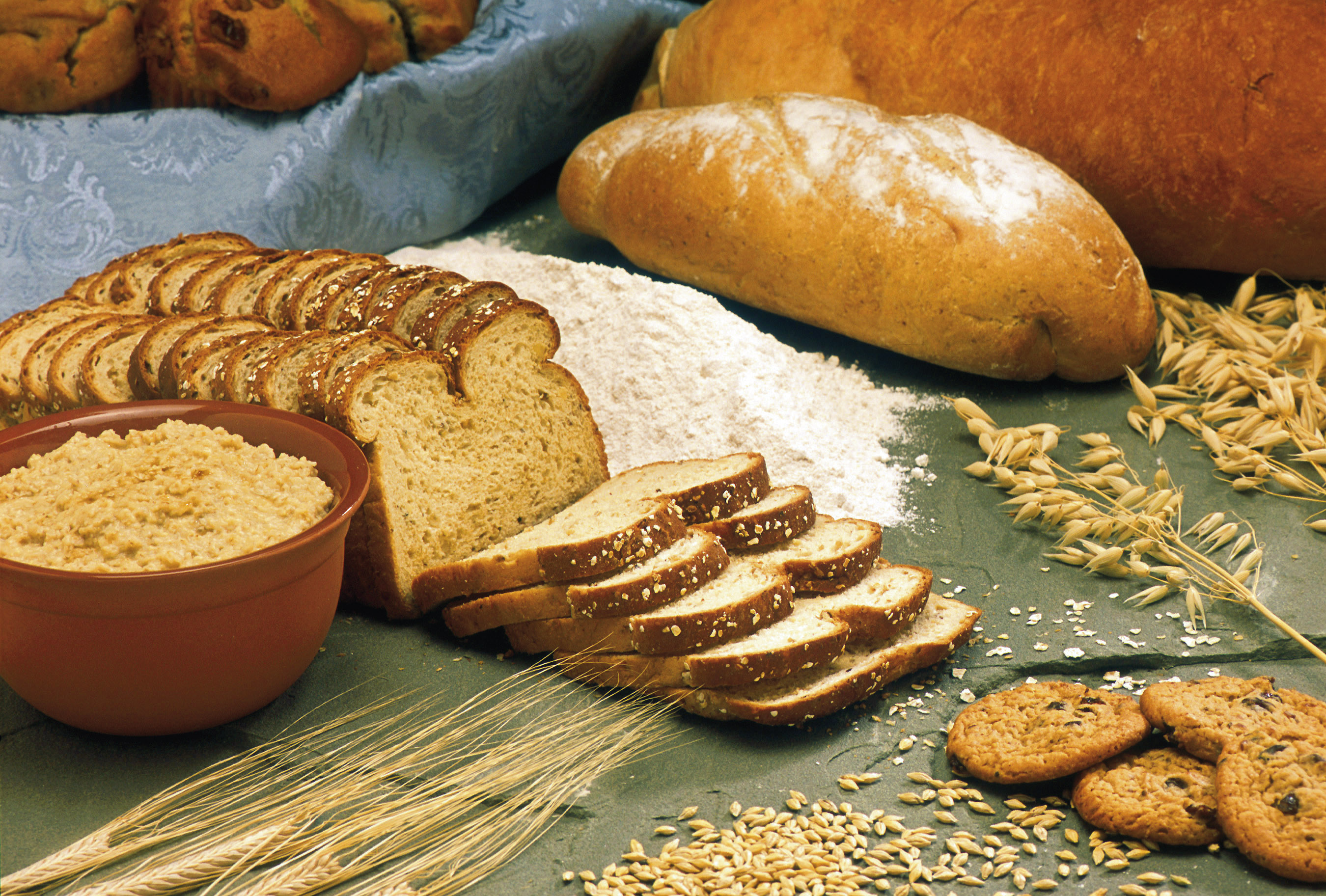
Разные хлебные зерновые культуры

Хле́бные зерновы́е культу́ры, или хлеба́, — группа растений, возделываемых ради зерна, которое употребляется в пищу. Относятся к семействам злаковые, гречишные и амарантовые.
Хлебные зерновые культуры вместе с зернобобовыми составляют группу зерновых культур. Большинство хлебных культур относятся к семейству злаковых. Не относящиеся к злакам растения (например, гречиха) могут рассматриваться как псевдозерновые, или злакоподобные. Часть хлебных зерновых культур, как злаковых, так и прочих, а также часть зернобобовых культур, зерно которых как правило используется для производства крупы, относят к крупяным культурам.
Зерно хлебных культур богато углеводами (60—80 % на сухое вещество), а также содержит белки (7—20 % на сухое вещество), ферменты, витамины B (B1, B2, B6), PP и провитамин А (каротин).
Хлебные культуры культивируются на всех континентах, кроме Антарктиды. Из них производят муку, кондитерские изделия, корма; применяют в приготовлении напитков, получении спирта. Наиболее распространены посевы пшеницы, риса, ячменя, кукурузы, ржи, овса, проса.

## Список хлебных зерновых культур
Кукуруза, пшеница и рис составляют 87 % всех производимых в мире зерновых и в 2003 году содержали 43 % всех пищевых калорий.

### Злаки

#### Дагусса
В некоторых районах Северной Африки и Индии дагусса является важной зерновой культурой. Из зерна дагуссы получают муку, крупу и пиво. Засухоустойчива, нетребовательна к почве, высокоурожайна.

#### Кукуруза
Кулинарные возможности кукурузы весьма велики. Свежеубранные початки употребляют в пищу в отварном виде. Для длительного хранения их можно заморозить. Консервированные зёрна кукурузы используют для приготовления салатов, первых и вторых блюд. Кукурузная мука крупного помола идёт на приготовление каш, а тонкого — пудингов, вареников, оладий и прочей выпечки. При добавлении кукурузной муки в торты и печенье эти изделия становятся более вкусными и рассыпчатыми. Из предварительно ароматизированных и раздробленных зёрен кукурузы изготавливают кукурузные хлопья — готовый продукт питания, не требующий дополнительной кулинарной обработки.

#### Могар
Зерно могара, отличаясь высокой питательностью, служит прекрасным кормом для птицы, а в размолотом виде — для всех сельскохозяйственных животных. Помимо кормового назначения, могар можно возделывать для продовольственных целей и как сырьё для спиртовой промышленности.

#### Овёс
Зерно овса обыкновенного используют для выработки крупы, муки, толокна, овсяного кофе. Овсяная крупа среди других видов круп занимает одно из первых мест по питательности. Овсяную муку применяют в кондитерском производстве, для выпечки блинов и т. д. Расплющенные зёрна овса — основной компонент мюсли. Зерно овса используют как сырьё для выработки комбикормов и как концентрированный корм для животных.

#### Полба
Область происхождения (предположительно) — Средиземноморская зона. Выращивалась в Древнем Египте, Вавилоне и др. местах. Позднее была вытеснена хоть и гораздо более требовательной к климату, и менее устойчивой к болезням, но значительно более урожайной пшеницей твёрдой (Triticum durum) и в настоящее время занимает незначительную долю мировых посевных площадей.

#### Просо
Просо обыкновенное (Panicum miliaceum) в диком виде неизвестно. С III тысячелетия до нашей эры возделывается как сельскохозяйственная культура в Китае и Монголии. Это яровое, теплолюбивое, засухоустойчивое, жаростойкое растение. Из зерна проса получают крупу (пшено) и муку. Как корм для скота используют зерно, лузгу, мучель и солому.

#### Сорго
По питательным свойствам зерно и зелёная масса сорго почти не уступают кукурузе, а в некоторых регионах и превосходят её. Зерно сорго перерабатывают на крупу, муку и крахмал, из соломы изготовляют плетёные изделия, бумагу, веники. Зелёная масса идёт на силос (молодые растения многих видов сорго ядовиты).

#### Тритикале
Гибрид ржи и пшеницы.

#### Чумиза
В продовольственных целях используется зерно, из которого изготовляют крупу и муку. Зерно используется и в животноводстве на корм скоту. На корм также идёт сено.

### Прочие

#### Амарант
Амарант в течение 8 тысяч лет был одной из основных зерновых культур Южной Америки и Мексики («пшеница ацтеков», «хлеб инков»), наряду с бобами и кукурузой. После испанского завоевания Америки эта культура была забыта. В Азии амарант популярен среди горных племён Индии, Пакистана, Непала и Китая как зерновая и овощная культура. Зёрна амаранта содержат до 16 % белка, 5—6 % жира, 55—62 % крахмала, пектины, микро- и макроэлементы. По содержанию лизина белок амаранта в два раза превосходит белок пшеницы.

#### Гречиха
Плоды гречихи — распространённый пищевой продукт. Известно несколько разновидностей крупы: ядрица — цельное зерно, крупный и мелкий продел — колотые зёрна, смоленская крупа — дроблёная ядрица. Крупа используется для приготовления каш, запеканок, пудингов, котлет, супов. Зерно гречихи мелют на муку, но из-за отсутствия клейковины она непригодна для выпечки хлеба, и её используют для блинов, оладий, лепёшек, галушек.

#### Киноа
(Chenopodium quinoa) семейства Маревые у инков была одним из трёх основных видов пищи наравне с кукурузой и картофелем.